# Cydia gypsograpta
Cydia gypsograpta là một loài bướm đêm thuộc họ Tortricidae. Nó là loài đặc hữu của Oahu.
Nó được tìm thấy ở a single male và is probably extinct.